# ديفيد روزنباوم (لاعب كرة قدم)
ديفيد روزنباوم (بالإنجليزية: David Rosenbaum)‏ هو لاعب كرة قدم أمريكي في مركز الهجوم، ولد في 28 ديسمبر 1986 في واشنطن العاصمة في الولايات المتحدة. لعب مع ريتشموند كيكرز.